# Ведраково
Ведраково — деревня в Вологодском районе Вологодской области.
Входит в состав Новленского сельского поселения, с точки зрения административно-территориального деления — в Новленский сельсовет.
Расстояние по автодороге до районного центра Вологды — 56 км, до центра муниципального образования Новленского — 6 км. Ближайшие населённые пункты — Погостец, Поповка, Тупочелово, Алексеевское.
По переписи 2002 года население — 8 человек.